# 山形市立南山形小学校
山形市立南山形小学校（やまがたしりつ みなみやまがたしょうがっこう）は、山形県山形市にある公立小学校である。

## 概要
山形市の南部に位置している。近年、都市化が急速に進んで駅前地区に蔵王第2団地や新南山形団地が誕生。蔵王駅の北側にも住宅地が造成されている。

## 沿革
- 1873年（明治6年） - 松原学校として開校。
- 1874年（明治7年） - 片谷地を分離して片谷地学校を設置。
- 1876年（明治9年） - 谷柏、津金沢を分離して谷柏学校を設置。
- 1887年（明治20年） - 片谷地学校を合併し、松原尋常小学校となる。谷柏分教場を設置
- 1891年（明治24年） - 谷柏学校を合併し、金井尋常小学校となる。
- 1892年（明治25年）10月1日 - 金井尋常小学校が設立。
- 1896年（明治29年） - 高等科を設置、金井尋常高等小学校に改称。
- 1941年（昭和16年） - 金井村国民学校に改称。
- 1947年（昭和22年） - 金井村立金井小学校に改称
- 1954年（昭和29年）11月1日 - 金井村と山形市が合併、現在の山形市立南山形小学校となる。分校は谷柏分校となる。
- 1964年（昭和39年）- 谷柏分校が閉校。
- 1975年（昭和50年） - 新校舎完成。
- 2006年（平成18年）4月1日 - 山形市立みはらしの丘小学校が分離開校。[2]

## 学区
- 片谷地、黒沢、津金沢、松原(東北中央自動車道の東部 1,055番地から1,071番地まで及び1,876番地)、南松原[3]

## 卒業後
- 第九中学校へ進学する[3]。